# Frente Nacional de Libertação do Congo

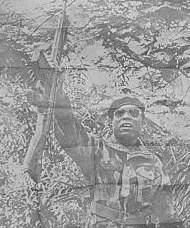
François Lumumba, um dos líderes rebeldes, em 1978.

Frente Nacional de Libertação do Congo (em francês:  Front national de libération du Congo) foi um grupo rebelde originário de Catanga que esteve ativo em Angola e no Zaire durante a década de 1970. A FLNC originou-se como forças armadas do secessionista Estado de Catanga durante a Crise do Congo (1960-1963), e muitos dos seus membros foram forçados a exilar-se em Angola portuguesa em meados dos anos 1960. Foi formado em Angola durante a Guerra de Independência Angolana sob a liderança de Nathaniel Mbumba.
A FLNC é mais conhecida por suas duas tentativas de invasão da província de Catanga (renomeada Shaba) no Zaire em 1977 e 1978. As incursões, que ameaçaram o regime de Mobutu Sese Seko, provocaram duas guerras internacionais, Shaba I e Shaba II, complicando a Guerra Civil Angolana.